# تابيثا جوليان
تابيثا جوليان (بالإنجليزية: Tabitha Soren)‏ هي صحفية أمريكية، ولدت في 19 أغسطس 1967 في سان أنطونيو في الولايات المتحدة.

## وصلات خارجية
- الموقع الرسمي
- تابيثا جوليان على موقع IMDb (الإنجليزية)
- تابيثا جوليان على موقع إن إن دي بي (الإنجليزية)
- تابيثا جوليان على موقع قاعدة بيانات الفيلم (الإنجليزية)